# Cantone di Abondance
Il Cantone di Abondance era un cantone francese dell'arrondissement di Thonon-les-Bains.
A seguito della riforma approvata con decreto del 13 febbraio 2014, che ha avuto attuazione dopo le elezioni dipartimentali del 2015, è stato soppresso.

## Composizione
Comprendeva i comuni di:
- Abondance
- Bonnevaux
- La Chapelle-d'Abondance
- Châtel
- Chevenoz
- Vacheresse